# خط ۵ متروی سئول
خط ۵ متروی سئول (انگلیسی: Seoul Subway Line 5) یکی از خطوط متروی سئول است.
این خط که در سال ۱۹۹۵ تأسیس شده دارای ۶۱ ایستگاه و ۵۲٫۳ کیلومتر طول است. 

## نگارخانه

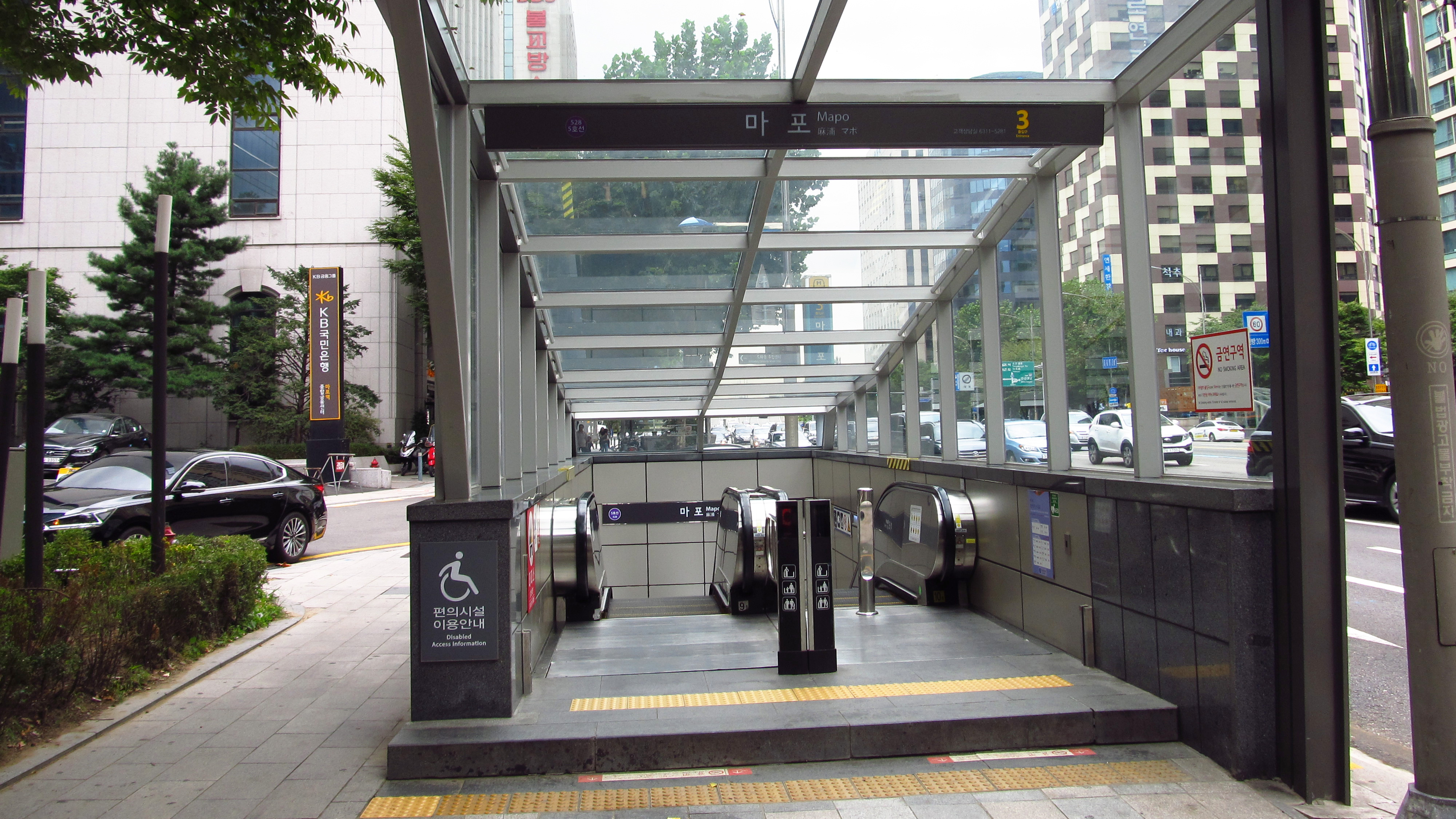
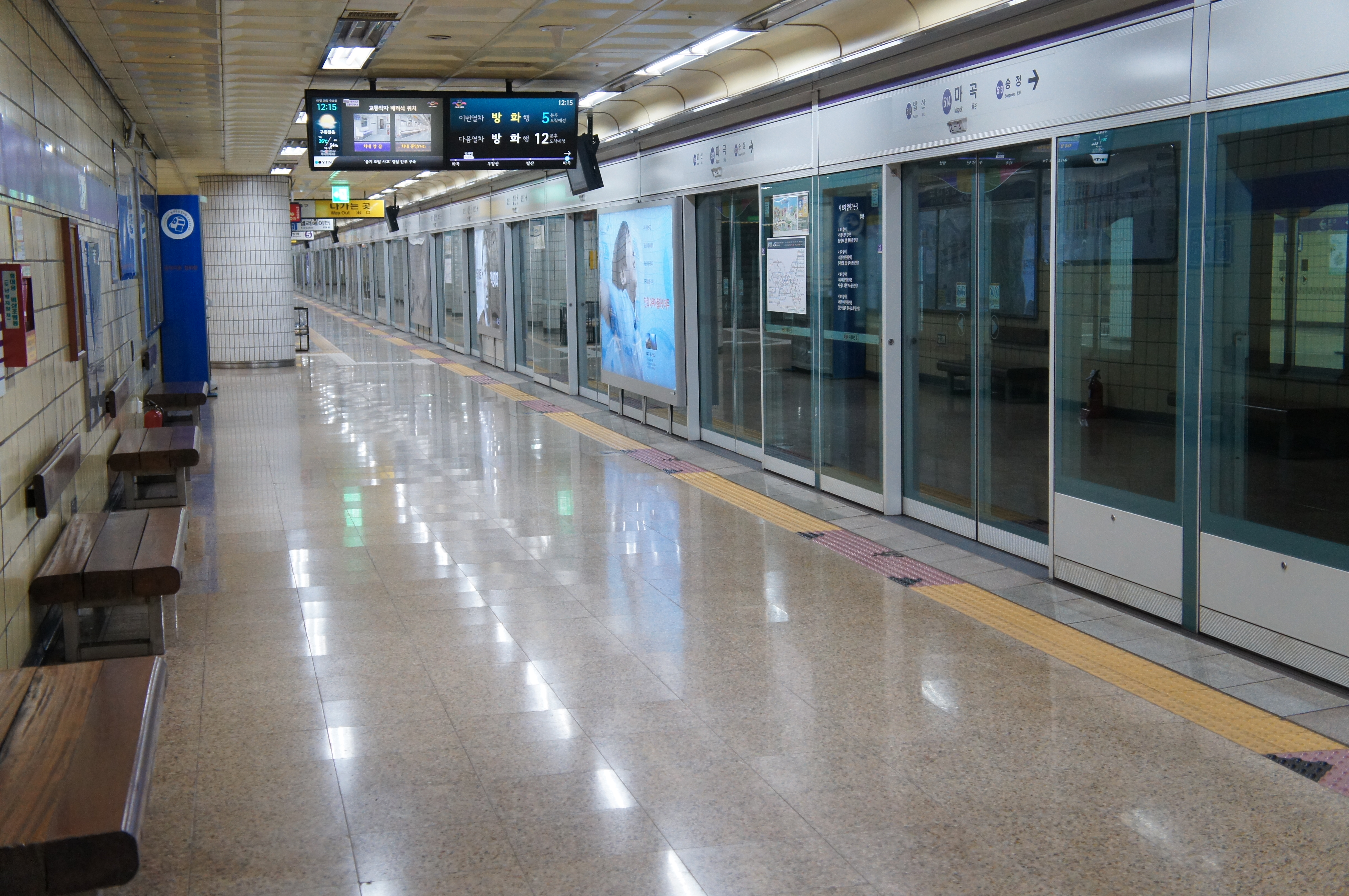
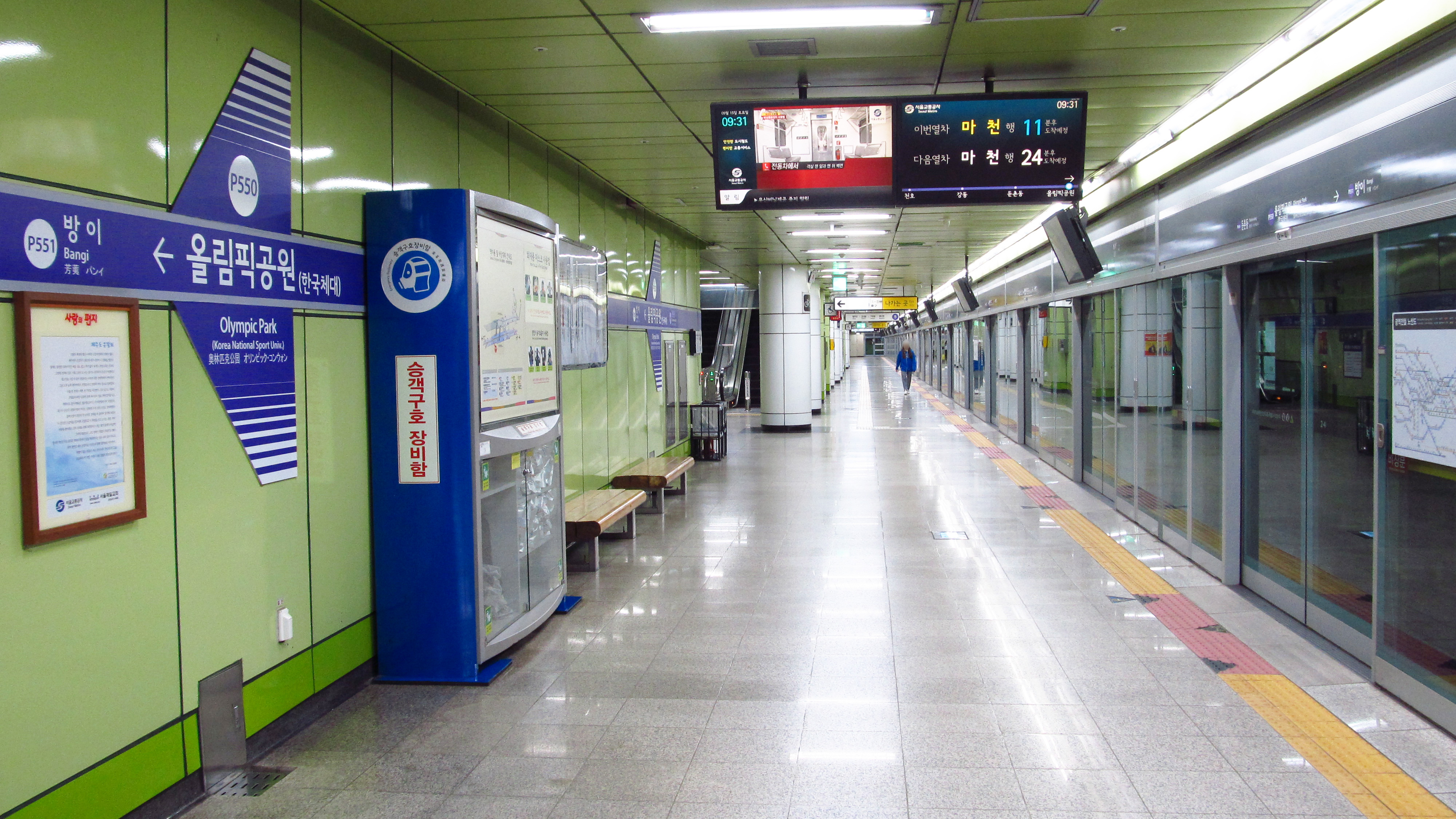
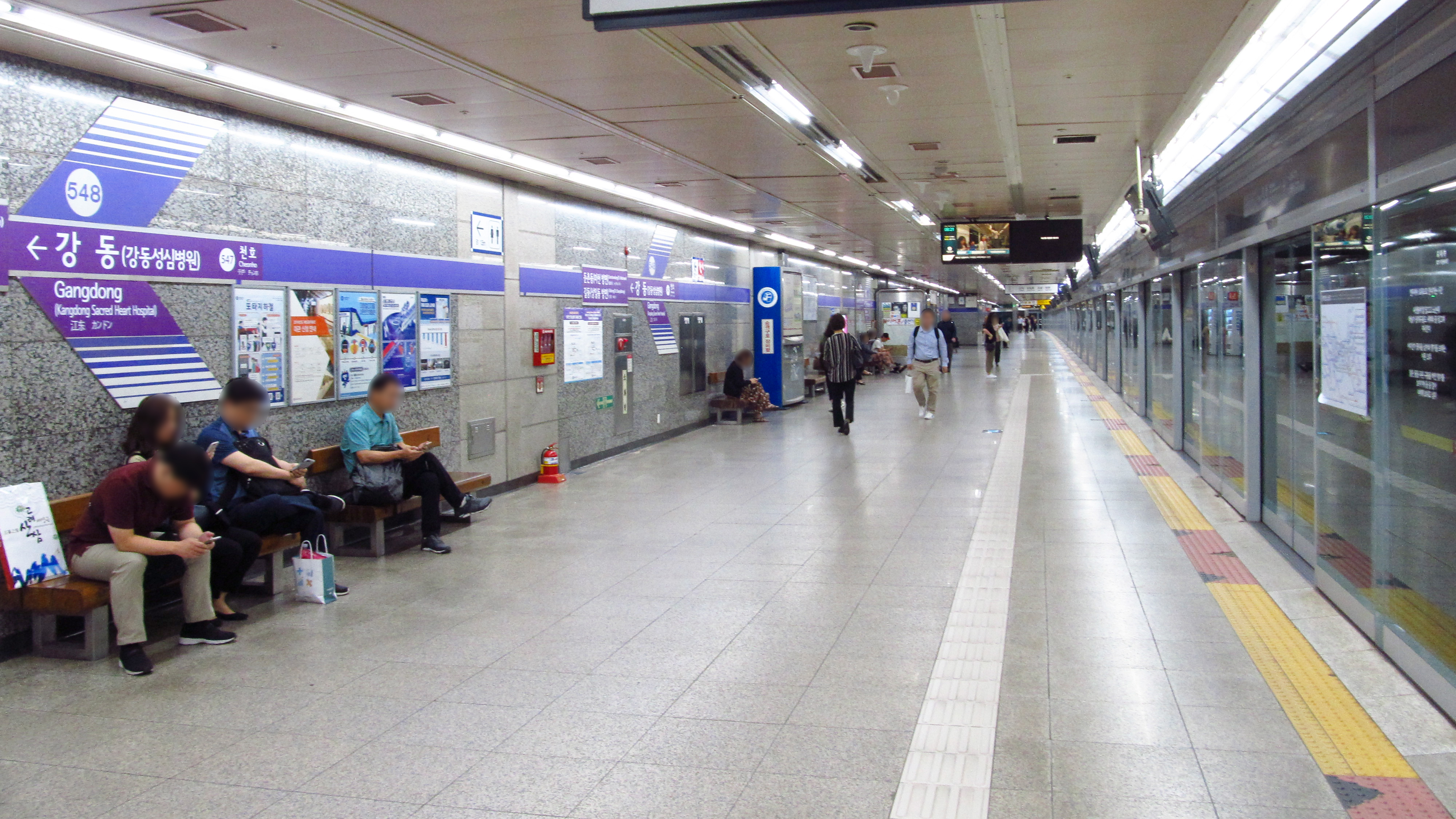